# Courcelles (Territori de Belfort)
Courcelles és un municipi francès, es troba al departament del Territori de Belfort i a la regió de Borgonya - Franc Comtat. L'any 2007 tenia 120 habitants.

## Geografia
El municipi sse situa molt a prop de la frontera suïssa, a 8 km de Delle i a 28 km de Belfort.

## Demografia
| 1962 | 1968 | 1975 | 1982 | 1990 | 1999 | 2007 |
| ---- | ---- | ---- | ---- | ---- | ---- | ---- |
| 92   | 79   | 88   | 128  | 106  | 100  | 120  |